# Българско военно гробище (Дойран)
Българското военно гробище край Дойран е създадено по време на Първата световна война. Главният паметник е разрушен през 1966 година и отново е възстановен през 2019 година.

## История
През 1916 година по време на Първата световна война в чест на Константин Каварналиев е издигнат седемметров паметник на мястото, където преди това е бил погребан.
Паметникът е на малък хълм, непосредствено до пътя за Валандово, на 3-4 km от Дойран. Той е с надпис „Полковник Каварналиев, загинал за свобода и родина, от 9-ата Плевенска дивизия“. Паметникът е открит от полковник Борис Дрангов, а слово произнася писателят Антон Страшимиров. В присъствието на войскови части от 9-а Плевенска пехотна дивизия е извършена панихида от полковите свещеници. На мястото по това време са погребани и петима войници, загинали в боевете през 1916 година. Така около този паметник се оформят български военни гробища. Монументът е взривен през 1966 година по време на акция по унищожаване на български военни паметници в Югославия.
През 2000 година гробът е осквернен от мародери. Впоследствие, по инициатива на Сдружение „Плиска“, паметникът е възстановен, но не се получава разрешение от новите северномакедонски власти за поставянето му. Поради това паметникът е монтиран в родния град на загиналия – Шумен.
Паметникът край Дойран все пак е възстановен, като е открит повторно на първоначалното си място на 1 август 2019 година от българския премиер Бойко Борисов и от премиера на Северна Македония Зоран Заев.
Край главния паметник се намират и гробове на войници от 58-ми пехотен полк. В близост до българското военно гробище се намира и друго такова.
- Възстановеният паметник на ген. Каварналиев край Дойран
- Надгробни паметници на неизвестни войници
- Възпоменателна плоча за генерал Каварналиев в Шумен
- Копие на стария паметник от Дойран, поставен през 2009 г. в Шумен
- Премиерите на Северна Македония и България
 Заев и Борисов повторно откриват паметника край Дойран на 1 август 2019 г.